# Maciej Jasiński (kierowca)
Maciej Jasiński (ur. 10 lutego 1944, zm. 8 maja 2007) – polski działacz i zawodnik sportów samochodowych, Mistrz Polski w Kartingu i rajdach samochodowych, karierę rozpoczynał jako zawodnik Automobilklubu Warszawa, uczestnik wielu imprez krajowych i zagranicznych. W 1969 zdobył Mistrzostwo Polski podczas Rajdu Polski, w tym samym rajdzie rok później zdobył wicemistrzostwo Polski. Pojawił się w kilku produkcjach filmowych z tamtych lat o tematyce motoryzacyjnej m.in. "Motodrama" (1969) w scenie prezentacji zawodników przed rajdem (sceny kręcone podczas Rajdu Polski 1970r.) oraz "Czekam w Monte Carlo" (1969r.). Za swoją działalność odznaczony Złotą Odznaką Honorową PZM i Automobilklubu Polski.